# یوهان فردریک کلاسن
یوهان فردریک کلاسن (انگلیسی: Johan Frederik Classen؛ ۱۱ فوریه ۱۷۲۵ – ۲۴ مارس ۱۷۹۲) فرد نظامی اهل دانمارک بود. وی همچنین برندهٔ جوایزی همچون نشان دنبرو شده‌است.